# Вулиця Урожайна (Львів)
Вулиця Урожайна — вулиця у Франківському районі міста Львова, в місцевості Кульпарків. Пролягає від вулиці Дмитра Маївського до безіменного проїзду, що йде вздовж залізниці.

## Історія та забудова
Вулиця виникла до 1939 року, точна дата прокладання вулиці невідома. У 1950-х роках отримала сучасну назву, тоді ж почалася її забудова. Забудована приватними садибами як 1950-х років, так і сучасними віллами.